# 本庄實乃
本庄實乃，出生於永正8年（1511年），卒於天正3年（1575年），是日本戰國時代上杉氏的家臣。
為栃尾城城主，從長尾晴景時代即仕奉上杉氏（長尾氏）。實乃在長尾景虎（之後的上杉謙信）年少時即注意到他的器量，因此將景虎迎接至自己的居城栃尾城，成為景虎的側近之臣。景虎於14歳代替病弱的長兄晴景平息越後國人眾叛亂之時，他成了景虎的助手協助平亂而立功。他可以說是上杉謙信年輕時的軍學老師，對往後謙信之後的用兵影響甚大。
之後深得謙信重用，與直江景綱同為側近重臣獲得極大的權力。據信於1575年去世，但亦有1578年隨著謙信去世殉死的說法。